# Châteauneuf-les-Bains
Pour les articles homonymes, voir Châteauneuf.
Châteauneuf-les-Bains est une commune française située dans le département du Puy-de-Dôme, en région Auvergne-Rhône-Alpes.

## Géographie

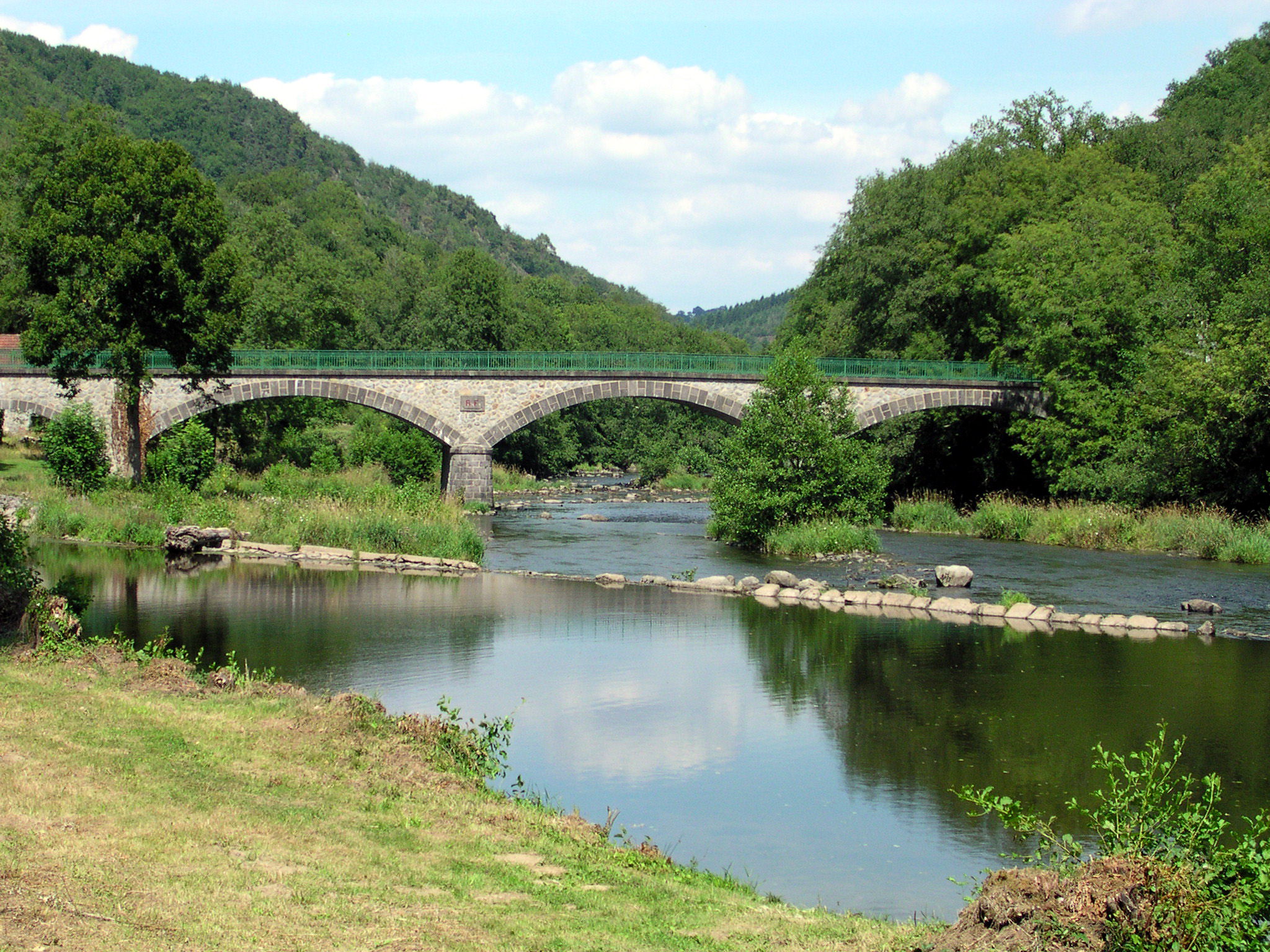
Le pont de Braynant, sur la Sioule, en aval de Châteauneuf.

Châteauneuf-les-Bains est une commune située sur les deux rives de la Sioule. La Sioule fait à cet endroit un méandre très marqué, qui entoure la colline où se trouvait l'ancienne église de Saint-Cirgues. Le bourg actuel se trouve sur la rive gauche, au lieu de La Chaux. Deux ponts routiers, assez éloignés du bourg, traversent la Sioule : en amont, le pont de Chambon, sur la route départementale 227 qui relie Saint-Gervais-d'Auvergne à Riom par Manzat ; en aval, le pont du Braynant, sur la route qui longe la Sioule vers le pont de Menat et Ébreuil. Il s'y ajoute deux passerelles plus proches du bourg.
| Sainte-Christine         | Ayat-sur-Sioule       |               |
| Saint-Gervais-d'Auvergne | Châteauneuf-les-Bains | Blot-l'Église |
|                          | Vitrac                | Saint-Angel   |

### Climat
Pour des articles plus généraux, voir Climat d'Auvergne-Rhône-Alpes et Climat du Puy-de-Dôme.
En 2010, le climat de la commune est de type climat océanique dégradé des plaines du Centre et du Nord, selon une étude du Centre national de la recherche scientifique s'appuyant sur une série de données couvrant la période 1971-2000. En 2020, Météo-France publie une typologie des climats de la France métropolitaine dans laquelle la commune est exposée à un climat de montagne ou de marges de montagne et est dans la région climatique Ouest et nord-ouest du Massif Central, caractérisée par une pluviométrie annuelle de 900 à 1 500 mm, maximale en automne et en hiver.
Pour la période 1971-2000, la température annuelle moyenne est de 10,3 °C, avec une amplitude thermique annuelle de 16,1 °C. Le cumul annuel moyen de précipitations est de 879 mm, avec 11,1 jours de précipitations en janvier et 7,3 jours en juillet. Pour la période 1991-2020, la température moyenne annuelle observée sur la station météorologique de Météo-France la plus proche, « Saint-Gervais-d'Auvergne », sur la commune de Saint-Gervais-d'Auvergne à 6 km à vol d'oiseau, est de 9,8 °C et le cumul annuel moyen de précipitations est de 825,6 mm,. Pour l'avenir, les paramètres climatiques de la commune estimés pour 2050 selon différents scénarios d'émission de gaz à effet de serre sont consultables sur un site dédié publié par Météo-France en novembre 2022.

## Urbanisme

### Typologie
Au 1er janvier 2024, Châteauneuf-les-Bains est catégorisée commune rurale à habitat très dispersé, selon la nouvelle grille communale de densité à sept niveaux définie par l'Insee en 2022.
Elle est située hors unité urbaine et hors attraction des villes,.

### Occupation des sols
L'occupation des sols de la commune, telle qu'elle ressort de la base de données européenne d’occupation biophysique des sols Corine Land Cover (CLC), est marquée par l'importance des forêts et milieux semi-naturels (49,6 % en 2018), en diminution par rapport à 1990 (51,4 %). La répartition détaillée en 2018 est la suivante : forêts (49,6 %), zones agricoles hétérogènes (24,6 %), prairies (24,3 %), zones urbanisées (1,5 %). L'évolution de l’occupation des sols de la commune et de ses infrastructures peut être observée sur les différentes représentations cartographiques du territoire : la carte de Cassini (XVIIIe siècle), la carte d'état-major (1820-1866) et les cartes ou photos aériennes de l'IGN pour la période actuelle (1950 à aujourd'hui).

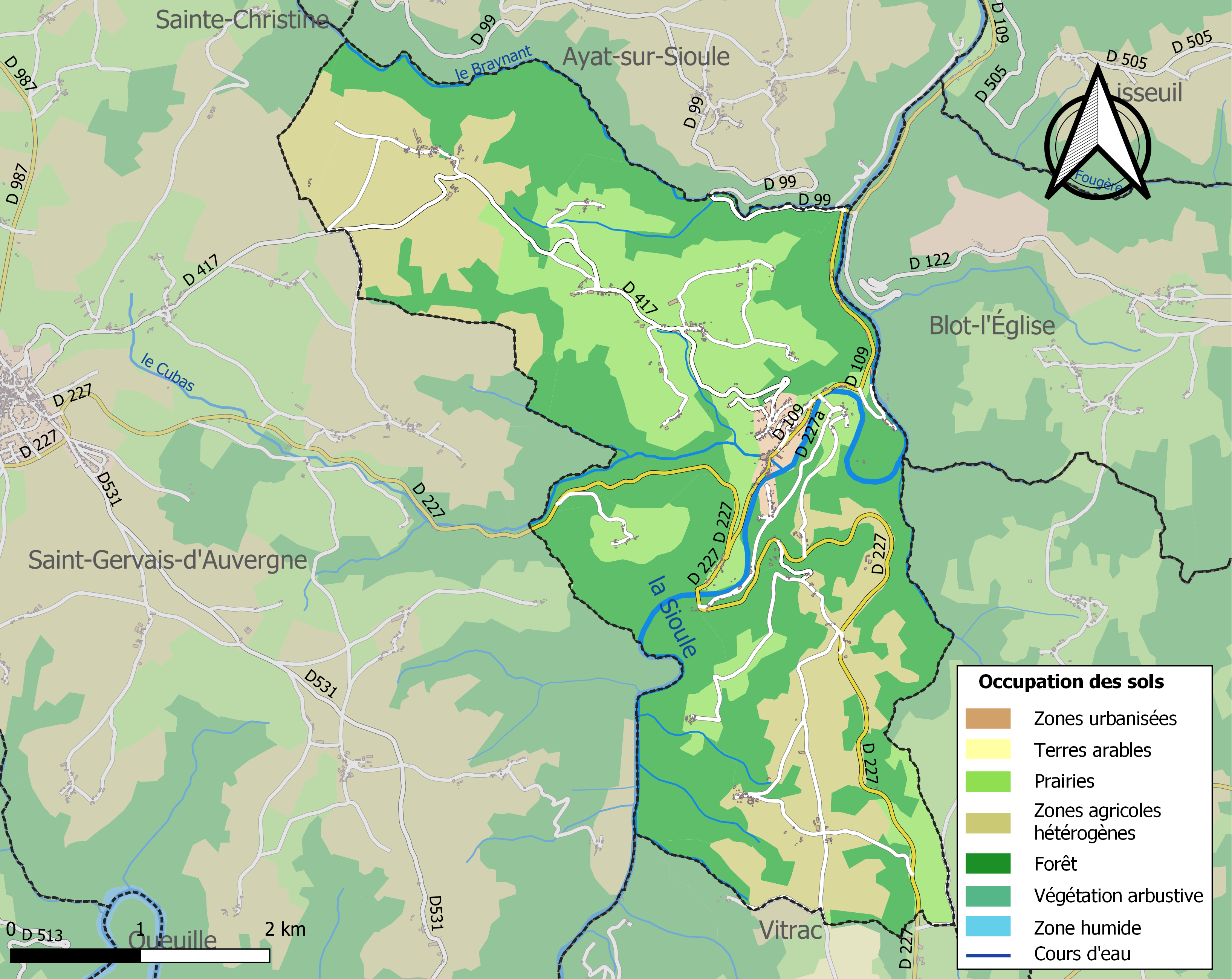
Carte des infrastructures et de l'occupation des sols de la commune en 2018 (CLC).

## Histoire
À l'époque gallo-romaine, les eaux de Châteauneuf sont déjà connues ; on a retrouvé des vestiges assez modestes d'une activité thermale, mais il n'y a pas de traces de constructions importantes comme à Néris. Une voie romaine traverse la Sioule à gué, près du lieu-dit le Got.
Au Moyen Âge, la route passe plus au sud et traverse la rivière en amont, au Bordas, sur un pont de pierre, dont une culée subsistante sert d'appui à la passerelle moderne. Un château fort est construit au début du XIIIe siècle pour défendre le passage de la Sioule ; il remplace une motte castrale plus ancienne probablement établie à l'entrée de la presqu'île Saint-Cyr et prend le nom de Castrum Novum (Château neuf), qui deviendra celui de la localité.
Sur la rive gauche s'établit le monastère de Saint-Jean, dépendant de l'abbaye de Menat ; autour de lui, se développe le village de la Mon(t)gie, dont le nom garde le souvenir de la présence des moines.
Avant la Révolution, deux paroisses se partagent le territoire de Châteauneuf et apparaissent sur la carte de Cassini : en rive gauche, la vieille paroisse Saint-Cirgues (ou Saint-Cyr), à l'intérieur du méandre de la Sioule, en voie d'abandon ; et, en rive droite, Saint-Valentin, au pied du château.

## Politique et administration

### Découpage territorial
La commune de Châteauneuf-les-Bains est membre de la communauté de communes Combrailles Sioule et Morge, un établissement public de coopération intercommunale (EPCI) à fiscalité propre créé le 1er janvier 2017 dont le siège est à Manzat. Ce dernier est par ailleurs membre d'autres groupements intercommunaux. Elle faisait partie jusqu'en 2012 de la communauté de communes Cœur de Combrailles, puis de 2013 à 2016 de la communauté de communes Manzat communauté (cette extension de périmètre a été autorisée par l'arrêté préfectoral du 28 décembre 2012).
Sur le plan administratif, elle est rattachée à l'arrondissement de Riom, à la circonscription administrative de l'État du Puy-de-Dôme et à la région Auvergne-Rhône-Alpes. Jusqu'en mars 2015, elle faisait partie du canton de Manzat.
Sur le plan électoral, elle dépend du canton de Saint-Éloy-les-Mines pour l'élection des conseillers départementaux, depuis le redécoupage cantonal de 2014 entré en vigueur en 2015, et de la deuxième circonscription du Puy-de-Dôme pour les élections législatives, depuis le dernier découpage électoral de 2010 (sixième circonscription avant 2010).

### Élections municipales et communautaires

#### Élections de 2020
Le conseil municipal de Châteauneuf-les-Bains, commune de moins de 1 000 habitants, est élu au scrutin majoritaire plurinominal à deux tours avec candidatures isolées ou groupées et possibilité de panachage. Compte tenu de la population communale, le nombre de sièges à pourvoir lors des élections municipales de 2020 est de 11. Sur les douze candidats en lice, onze ont été élus dès le premier tour, le 15 mars 2020, avec un taux de participation de 74,45 %.

#### Chronologie des maires
| Période                                  | Période                         | Identité           | Étiquette | Qualité |
| ---------------------------------------- | ------------------------------- | ------------------ | --------- | ------- |
| Les données manquantes sont à compléter. |                                 |                    |           |         |
| mars 2001                                | mai 2020                        | Daniel Sauvestre   | PCF       |         |
| mai 2020                                 | En cours (au 17 septembre 2021) | Jean-Yves Nouzille |           |         |

## Population et société

### Démographie
L'évolution du nombre d'habitants est connue à travers les recensements de la population effectués dans la commune depuis 1793. Pour les communes de moins de 10 000 habitants, une enquête de recensement portant sur toute la population est réalisée tous les cinq ans, les populations de référence des années intermédiaires étant quant à elles estimées par interpolation ou extrapolation. Pour la commune, le premier recensement exhaustif entrant dans le cadre du nouveau dispositif a été réalisé en 2007.

En 2022, la commune comptait 311 habitants, en évolution de +0,97 % par rapport à 2016 (Puy-de-Dôme : +2,1 %, France hors Mayotte : +2,11 %).
| 1793 | 1800 | 1806 | 1821 | 1831 | 1836 | 1841 | 1846 | 1851  |
| ---- | ---- | ---- | ---- | ---- | ---- | ---- | ---- | ----- |
| 862  | 568  | 786  | 866  | 939  | 968  | 935  | 946  | 1 000 |

| 1856  | 1861  | 1866 | 1872 | 1876 | 1881 | 1886 | 1891 | 1896 |
| ----- | ----- | ---- | ---- | ---- | ---- | ---- | ---- | ---- |
| 1 003 | 1 003 | 962  | 909  | 882  | 874  | 984  | 867  | 858  |

| 1901 | 1906 | 1911 | 1921 | 1926 | 1931 | 1936 | 1946 | 1954 |
| ---- | ---- | ---- | ---- | ---- | ---- | ---- | ---- | ---- |
| 873  | 875  | 828  | 680  | 664  | 622  | 595  | 617  | 533  |

| 1962 | 1968 | 1975 | 1982 | 1990 | 1999 | 2006 | 2007 | 2012 |
| ---- | ---- | ---- | ---- | ---- | ---- | ---- | ---- | ---- |
| 508  | 492  | 453  | 374  | 330  | 303  | 299  | 298  | 289  |

| 2017 | 2022 | - | - | - | - | - | - | - |
| ---- | ---- | - | - | - | - | - | - | - |
| 316  | 311  | - | - | - | - | - | - | - |

Pendant la Seconde Guerre mondiale, la commune a vu résider sur son sol de nombreux réfugiés républicains espagnols (au château en particulier), et d'aussi nombreux juifs ayant traversé la ligne de démarcation : environ trois ou quatre cents personnes pour ces deux communautés. L'accueil fut généreux, chaleureux, et ceux qui en bénéficièrent s'en souviennent avec émotion.[réf. nécessaire]

### Sports
- Canoë-kayak (au pont de Braynand). Descente de la Sioule.
- Rocher Charlemagne. Site d'escalade, près du pont de Braynand[25]. Il est situé sur la commune de Blot-l'Église.

## Économie

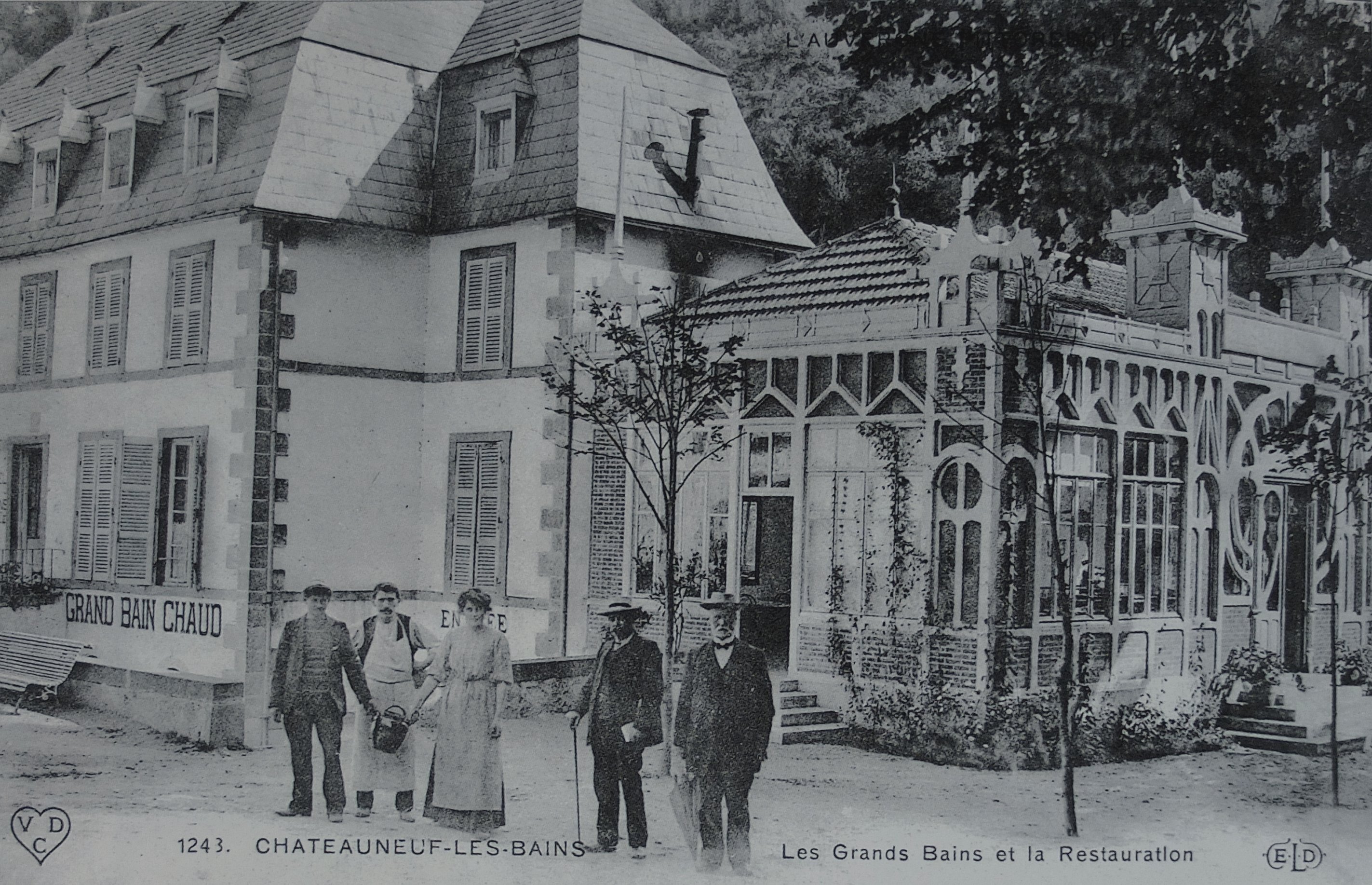
Carte postale vers 1910, un des nombreux établissements thermaux à Châteauneuf.

### Station thermale
L'activité thermale est attestée depuis l'époque gallo-romaine. La station se développe au XIXe siècle et soigne les rhumatismes. Une vingtaine de sources sont captées soit pour le fonctionnement de l'établissement thermal (de mai à octobre) et des buvettes, soit pour la production d'eau minérale gazeuse (six millions de bouteilles par an).
Aujourd'hui, parmi les sources encore visibles librement par le public, figurent : 
- l'ancienne source Saint-Cyr, dont le bâtiment d'exploitation a été détruit, mais dont la source est encore visible et réhabilitée, à l'extrémité du méandre de Chateauneuf. Cette source était exploitée comme eau de table au début des années 1900 et déclarée d'utilité publique en 1909.
- la source Lefort : source d'eau chaude, d'un débit de 37,5 l/min, sortant à 35 °C dans le parc des Grands Bains, en bordure de la rivière Sioule.

L'eau sort simultanément avec un excédent de gaz carbonique (34 l/min), provoquant un bouillonnement, mis en valeur sous une cloche de verre.

### Tourisme
- Pêche (truite).
- Parc arboré dit « des Grands Bains » et ses sources, en bord de Sioule.

## Culture locale et patrimoine

### Lieux et monuments
- Église de Lachaux. Construite dans le style néo-roman sous le Second Empire à Lachaux, qui devenait le nouveau centre de la commune, elle a été reconnue officiellement comme église paroissiale par un décret de Thiers du 3 août 1872.
- Vierge en majesté de Châteauneuf. Cette statue en bois de chêne recouverte d'un alliage métallique polychrome mesure 0,52 m. Elle date de la fin du XIIIe ou du début du XIVe siècle. Cachée et sauvée à la Révolution, elle a ensuite été déposée dans la chapelle Saint-Valentin.
- Chapelle Saint-Valentin. Monument historique (1904) : cette chapelle surplombe la vallée de la Sioule et le village de Châteauneuf-les-Bains.
- Chapelle et oratoire au hameau de Sainte-Linge

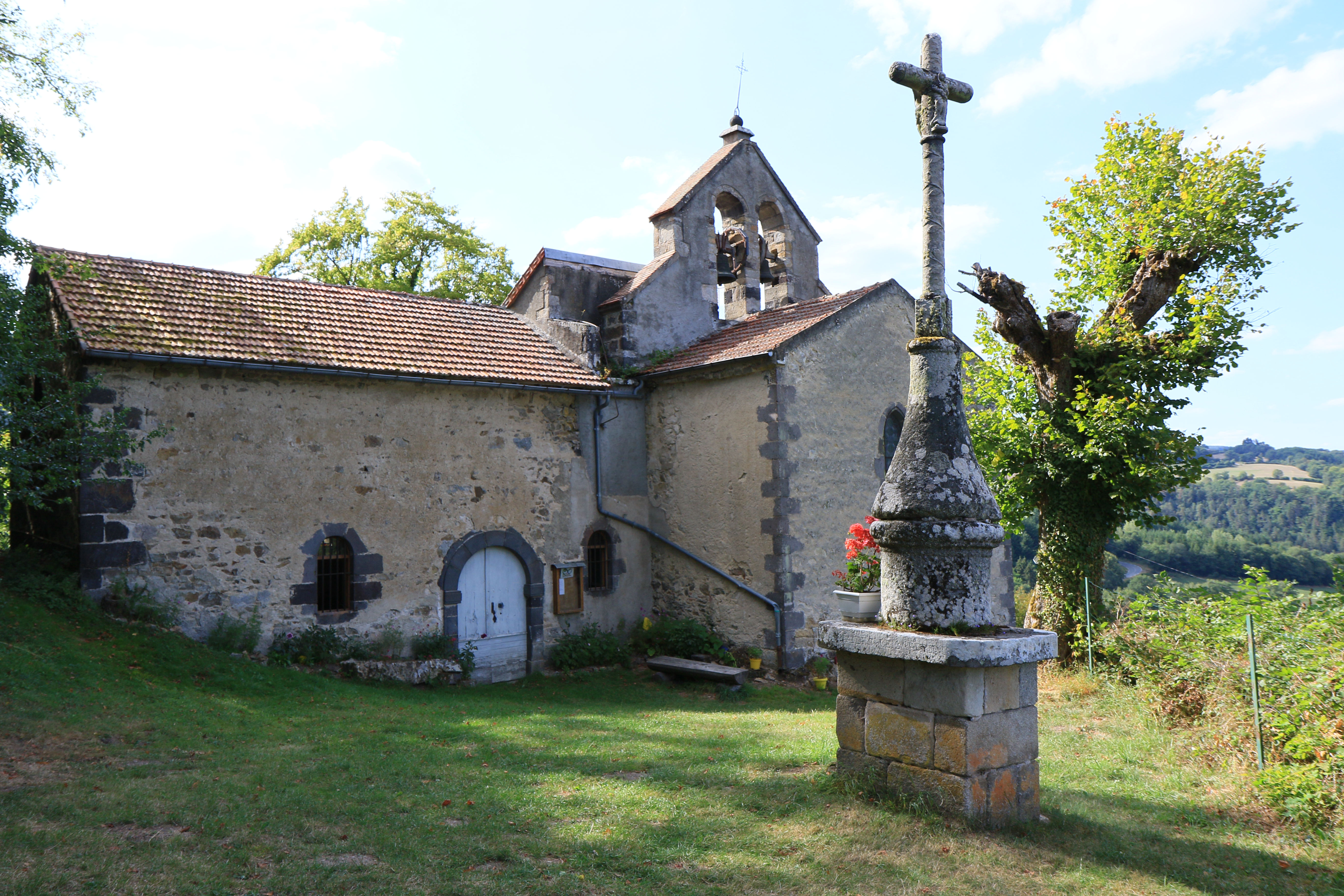
Chapelle Saint-Valentin.
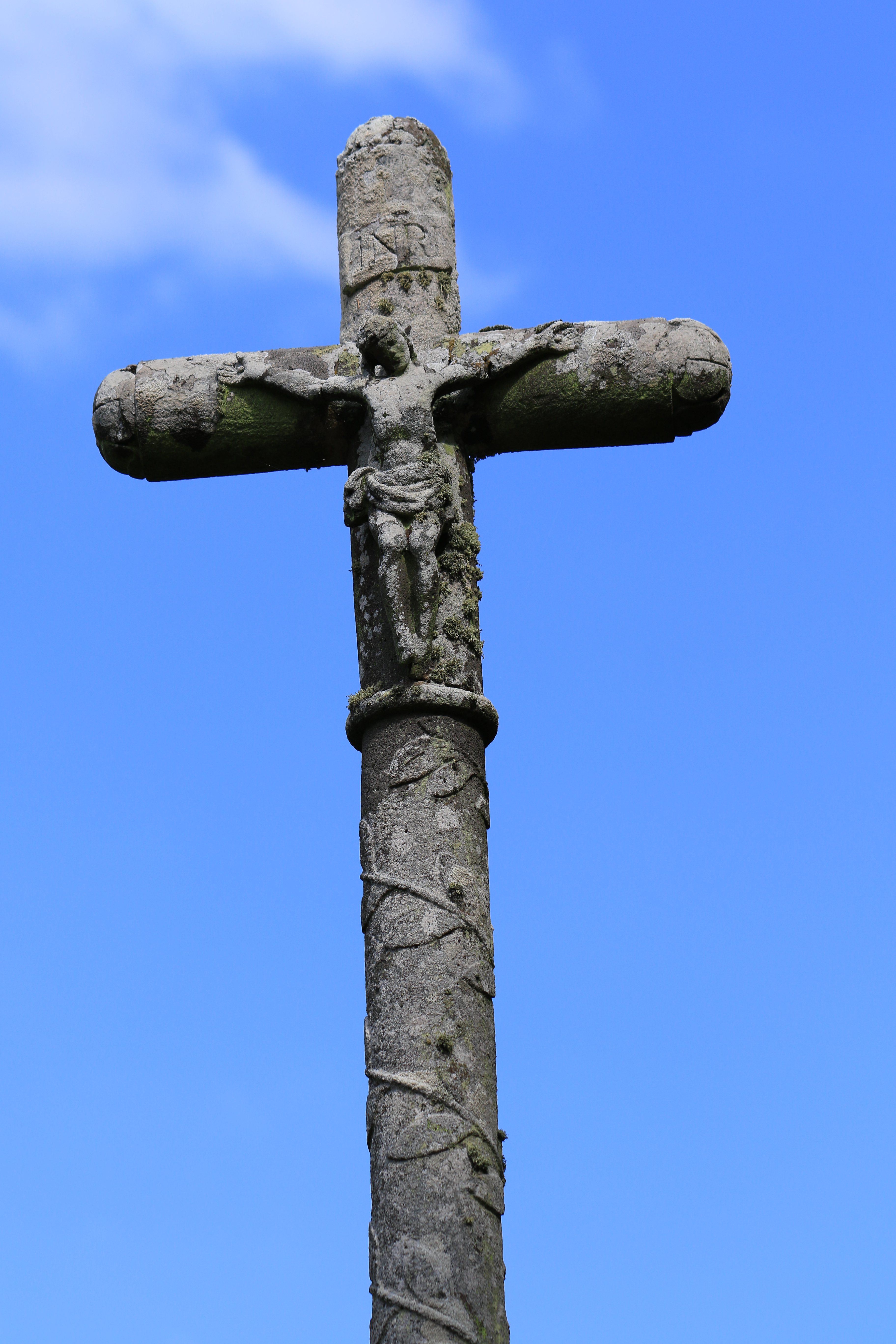
Croix à double face, côté Jésus Christ. Chapelle Saint-Valentin.
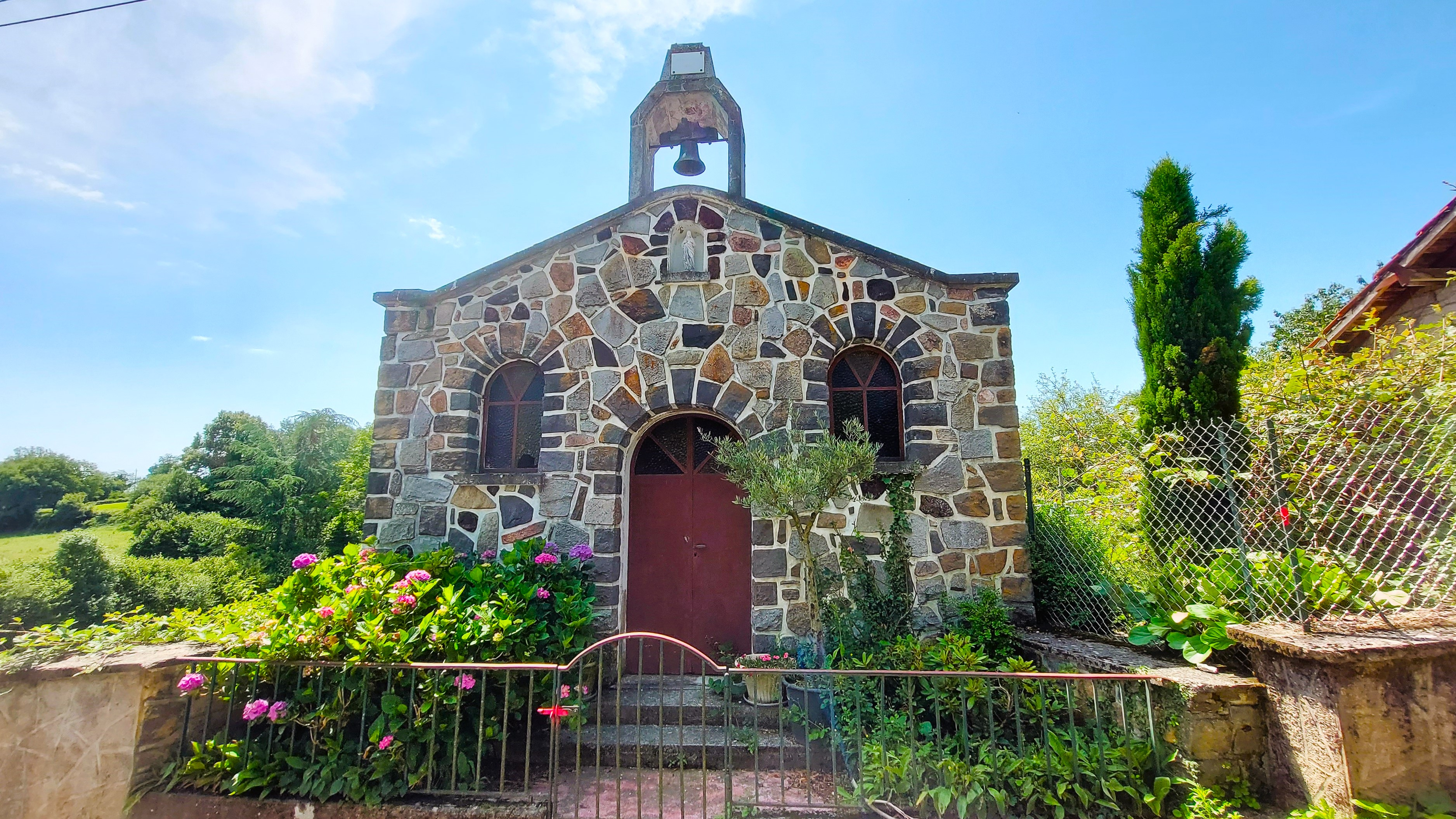
Chapelle à Sainte-Linge
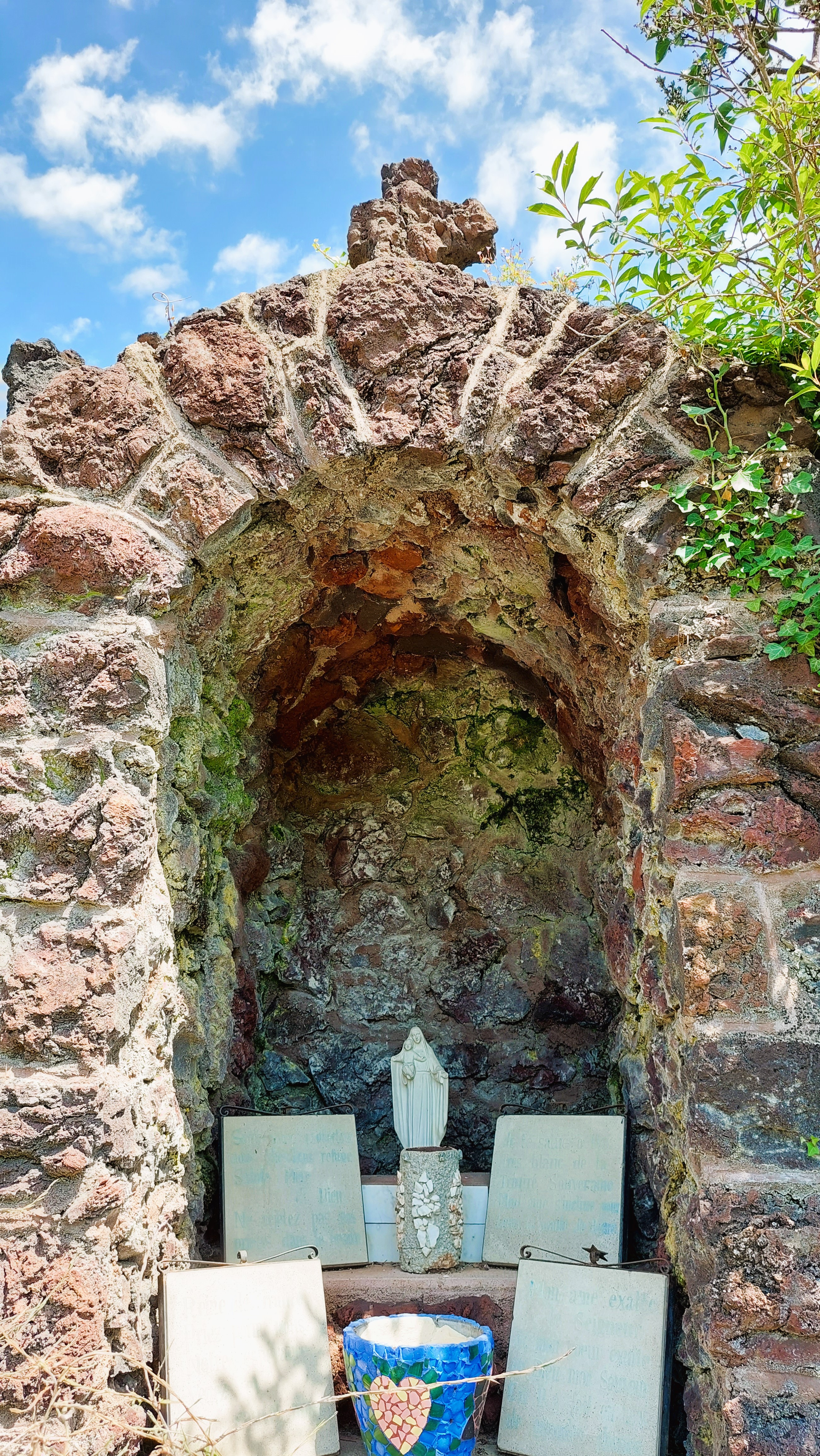
Oratoire de Sainte Linge (Face à la chapelle)
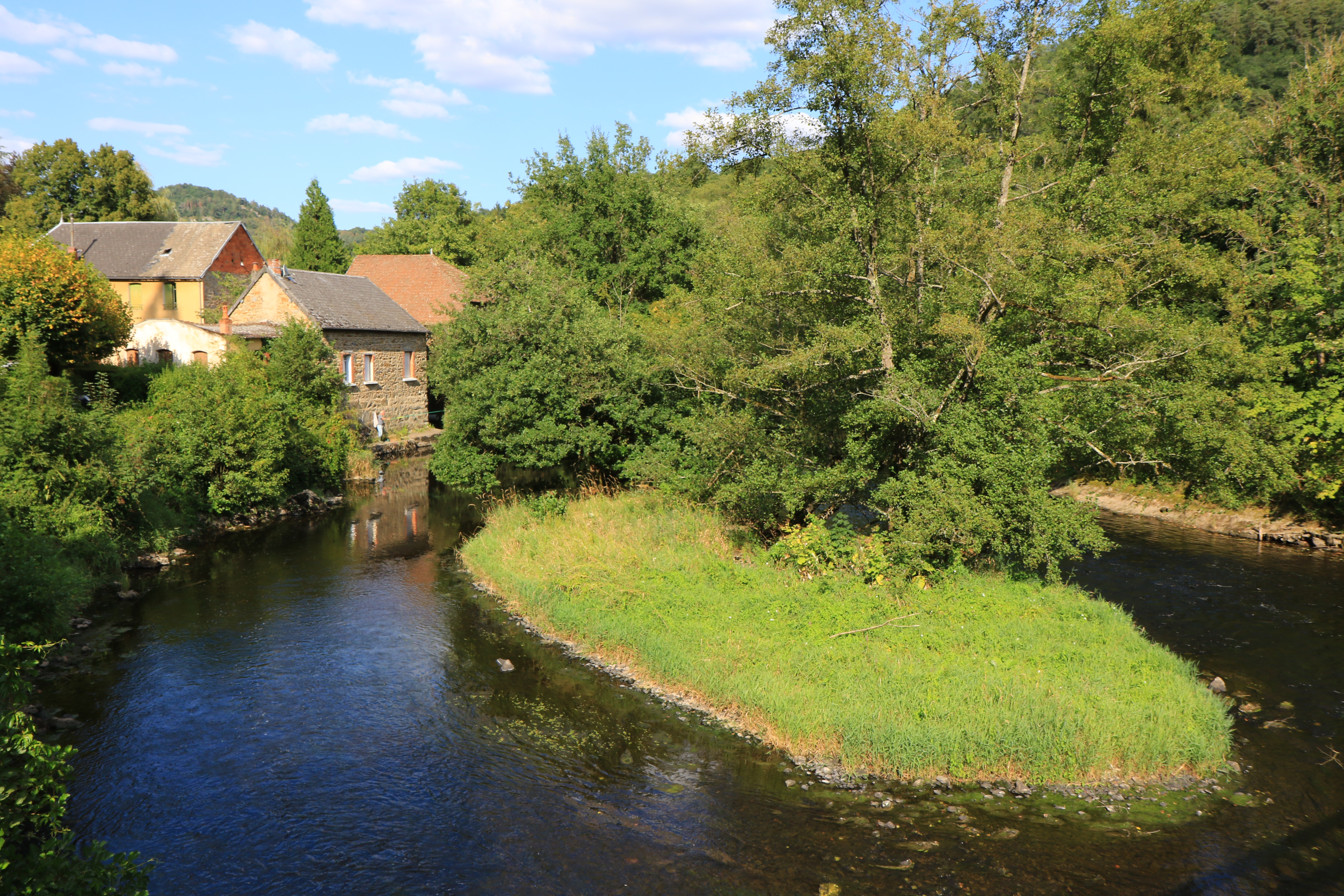
La Sioule au coeur du village de Chateauneuf.
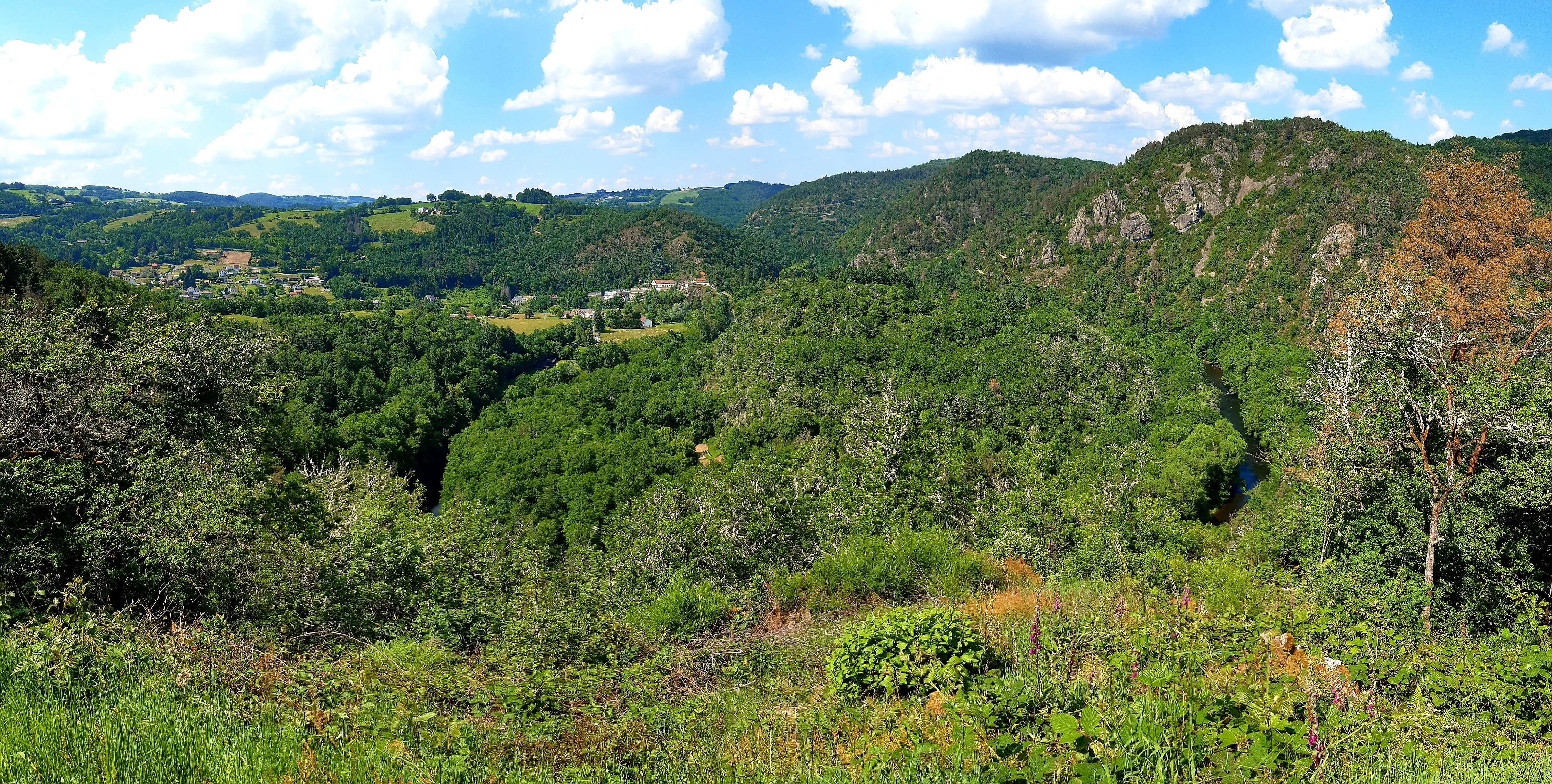
Presqu'île de Saint-Cirgues - Le méandre.
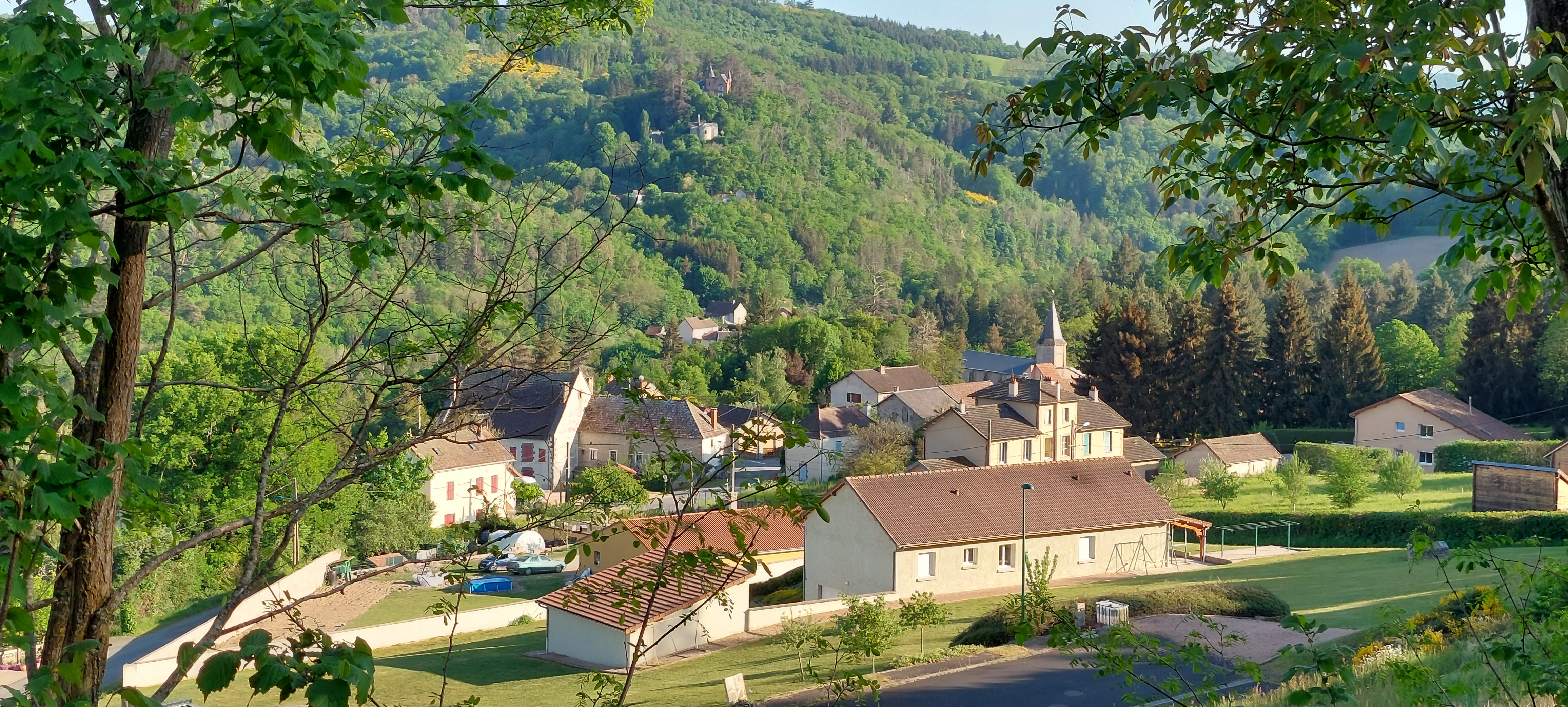
Église de Lachaux et le bourg
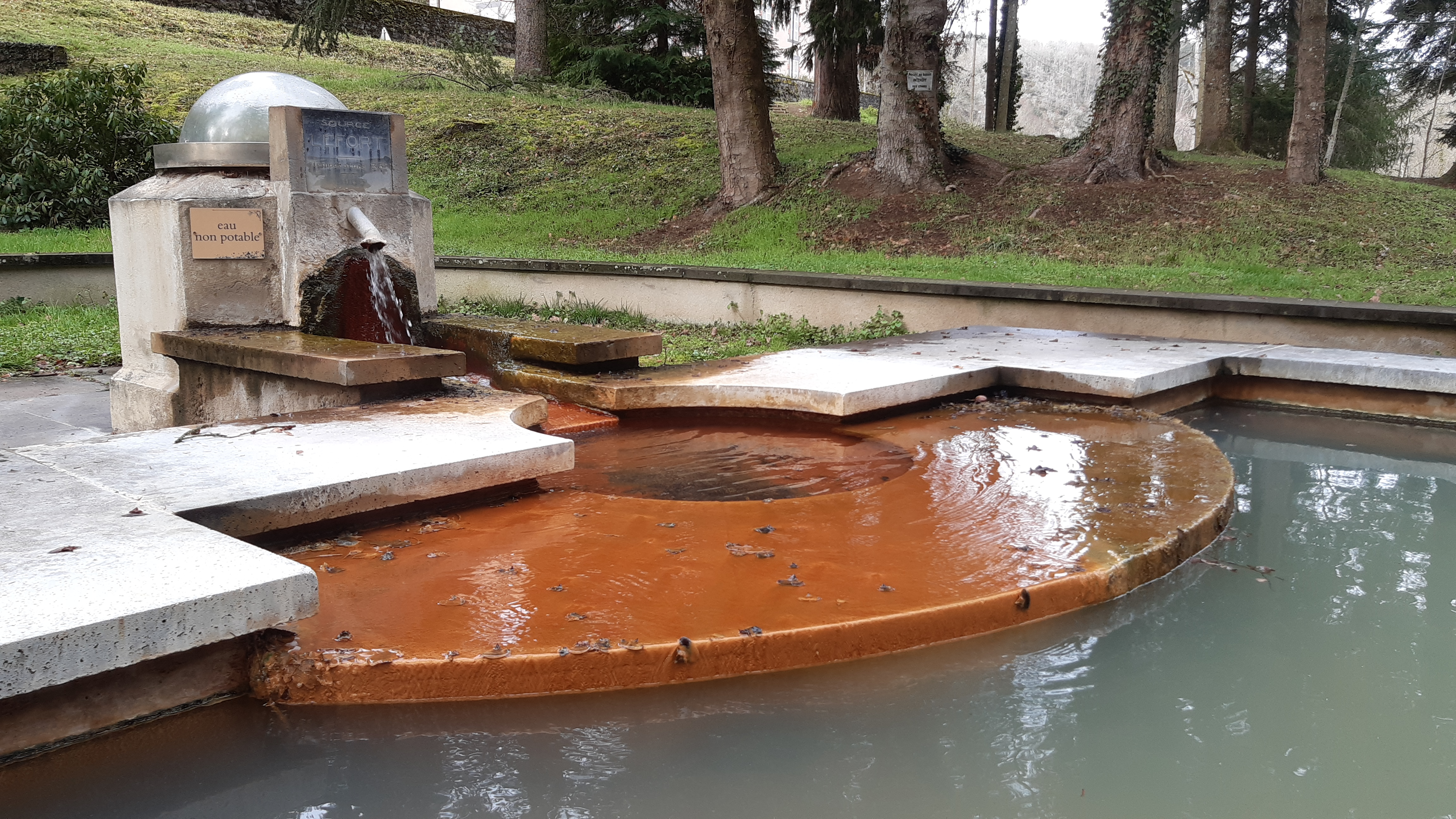
Source Lefort au bord de la Sioule - Parc Thermal des Grands Bains.

### Personnalités liées à la commune
- Jean-Pierre Alibert (1820-1905), géologue, inventeur, explorateur en Sibérie, découvreur en 1848 et exploitant d'une mine de graphite près du lac Baïkal. Après son retour en France (1862), il vint se soigner aux eaux de Châteauneuf et s'attacha à la station. Il s'y fit construire une maison et aménagea, à proximité, le roc de Pierre Encize, sur lequel il fit installer en 1893 une statue de la Vierge. L'endroit porte aujourd'hui le nom de Pic Alibert ; une source porte également son nom. Un portrait de lui est conservé à la mairie de Châteauneuf.